# Corts de Lleó de 1188

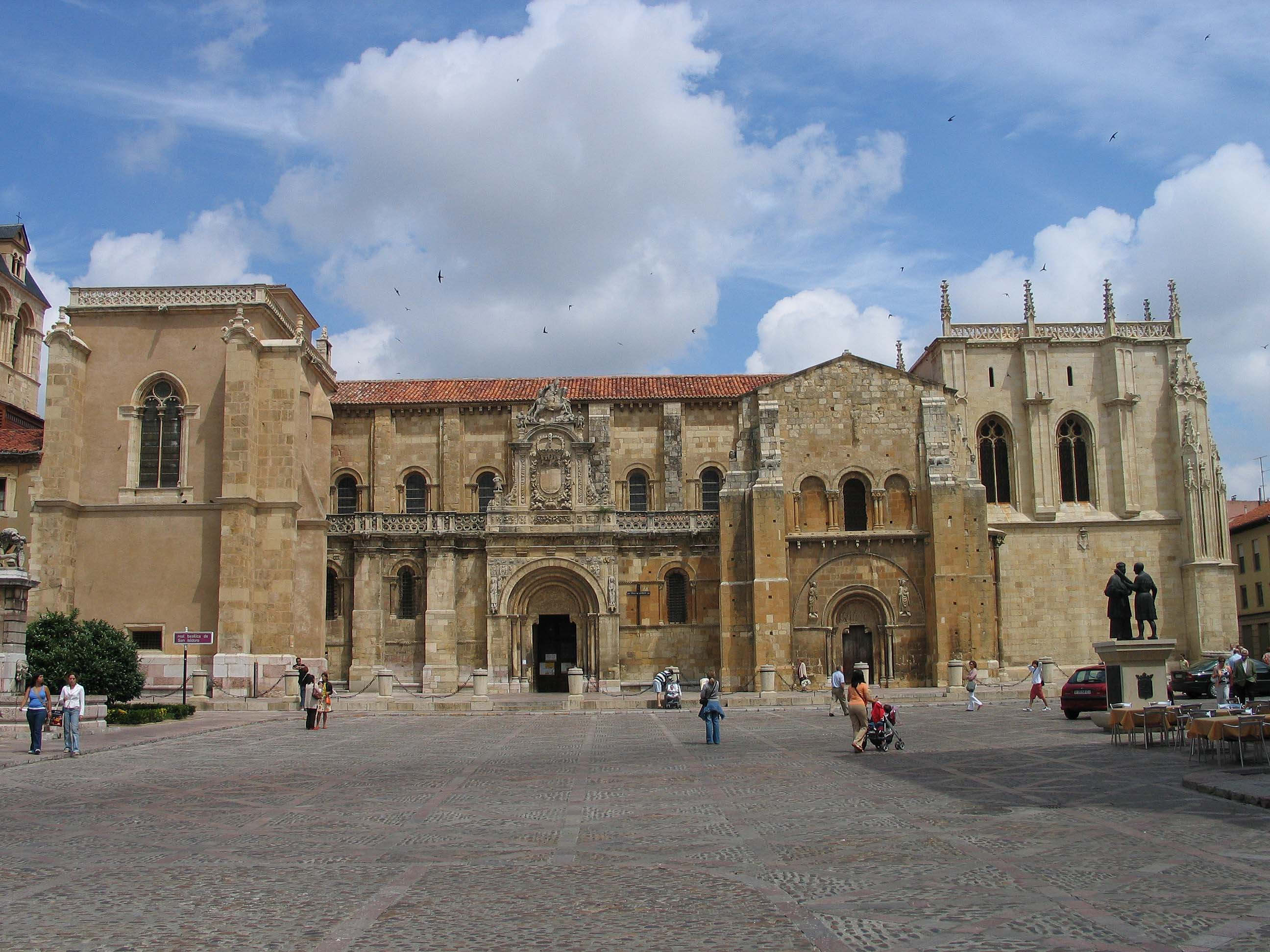
Imatge exterior de la Basílica de Sant Isidor de Lleó, lloc on es van reunir les Corts.

Les Corts de Lleó de 1188 es van celebrar al començament del regnat d'Alfons IX (1188-1230) al claustre de la Basílica de Sant Isidor de Lleó, tal com es manté en l'afirmació del monarca en una comunicació a l'Arquebisbe de Compostel·la. Són posteriors a les assemblees de Pau i Treva del segle XI i a l'Alþingi islandés fundat l'any 930 i encara vigent.

## Antecedents
No existeixen precedents clars que justifiquin la creació de les Corts. L'esdeveniment immediat més significatiu havia estat la coronació Alfons VII de Lleó i Castella l'any 1135 i la multitudinària acollida que aquesta va tenir entre el poble, que hi tingué una presència com mai abans havia tingut en la coronació d'un rei. Així mateix Alfons VIII havia permès, mesos abans, a Carrión de los Condes, l'assistència dels ciutadans sense possibilitat de vot.

## Formació de les Corts
Però el 1188 la corona lleonesa, necessitada d'ingressos degut a la guerra amb Portugal i amb Castella, requeria la creació de nous impostos. A la cúria règia del rei de Lleó, aquest hi incorporà representants de les ciutats. Amb aquesta mesura es formaren les que han estat considerades les primeres corts a tot Europa, reunides al claustre de Sant Isidor de Lleó. Aquest model fou adaptat poc després per Castella. Les corts estan constituïdes pels tres estaments: Clergat, noblesa i ciutats. El clergat i la noblesa ja tenien representants en la cúria del rei, la cúria règia, però la novetat fou la incorporació de representants de les ciutats, incorporació que obeïa a les necessitats econòmiques del rei, que convocant-los pretenia recavar el suport econòmic de tots els estaments a canvi de contrapartides, i també regular les despeses del rei; la consolidació de cada estament per separat es feu sense l'oposició dels altres estaments.

## Temes que es debateren a les Corts de Lleó
Els temes tractats en les Corts de Lleó van ser pioners per la seva època, encara que avui dia ens semblarien coses normals, i fins i tot indispensables. En elles es reconeix la inviolabilitat del domicili, del correu, la necessitat del rei de convocar Corts per fer la guerra o declarar la pau, i es garantien nombrosos drets individuals i col·lectius. En aquestes Corts, a més d'ampliar els Furs d'Alfons V de Lleó del 1020, es van promulgar noves lleis destinades a protegir els ciutadans i als seus béns contra els abusos i arbitrarietats dels nobles, del clergat o del mateix rei.
1. Delimitació i defensa de les prerrogatives del rei: en aquest sentit, la legislació alfonsina no introdueix novetats importants. Pretén únicament aprofundir en el pacte feudal sobre el qual es construeix la legitimitat monàrquica.
2. Restauració de l'ordre públic i social
3. Transparència judicial i garanties processals: les anàlisis referits als Decreta (decrets) atribuïts a 1188 reuneixen la confirmació de decrets de caràcter general com, per exemple, el no atemptar contra la propietat aliena, resoldre les querelles davant la justícia o la promesa del rei de no entrar en guerra sense comptar amb tots els que li han de donar el seu consell.

Aquests decrets, que haurien estat normals en els inicis del nou regnat d'Alfons VII, donaren lloc a la creació de "nous decrets", entre els quals hi havia la redacció d'una Constitució datada al juliol de 1188, que tractava de l'existència de violència i d'intent per pal·liar-la usant la Justícia. Aquest tema seria posteriorment desenvolupat en unes "constitucions" per Galícia, el 1194, i a partir d'aquest text podem explicar el contingut en el text atribuït a les Corts de 1188, és a dir que aquest, tal com el coneixem en molts dels seus passatges, es deu a l'elaboració desenvolupada al llarg del regnat d'Alfons IX.

## Significació històrica de les Corts de Lleó de 1188
Després de la iniciativa d'Alfons IX de Lleó diversos regnes i entitats d'Europa occidental van convocar corts, parlaments o estats generals, amb la participació de representants de les ciutats. Va ser el cas de Castella, Aragó, Anglaterra o Catalunya, aquesta última amb el precedent de les assemblees de Pau i Treva iniciades el 1027. Només hi havia hagut a l'Europa medieval un exemple de parlamentarisme antic anterior a la Pau i Treva: l'Althing islandès, considerat el primer parlament del món, encara vigent.